# حمل فوق سن الخمسين

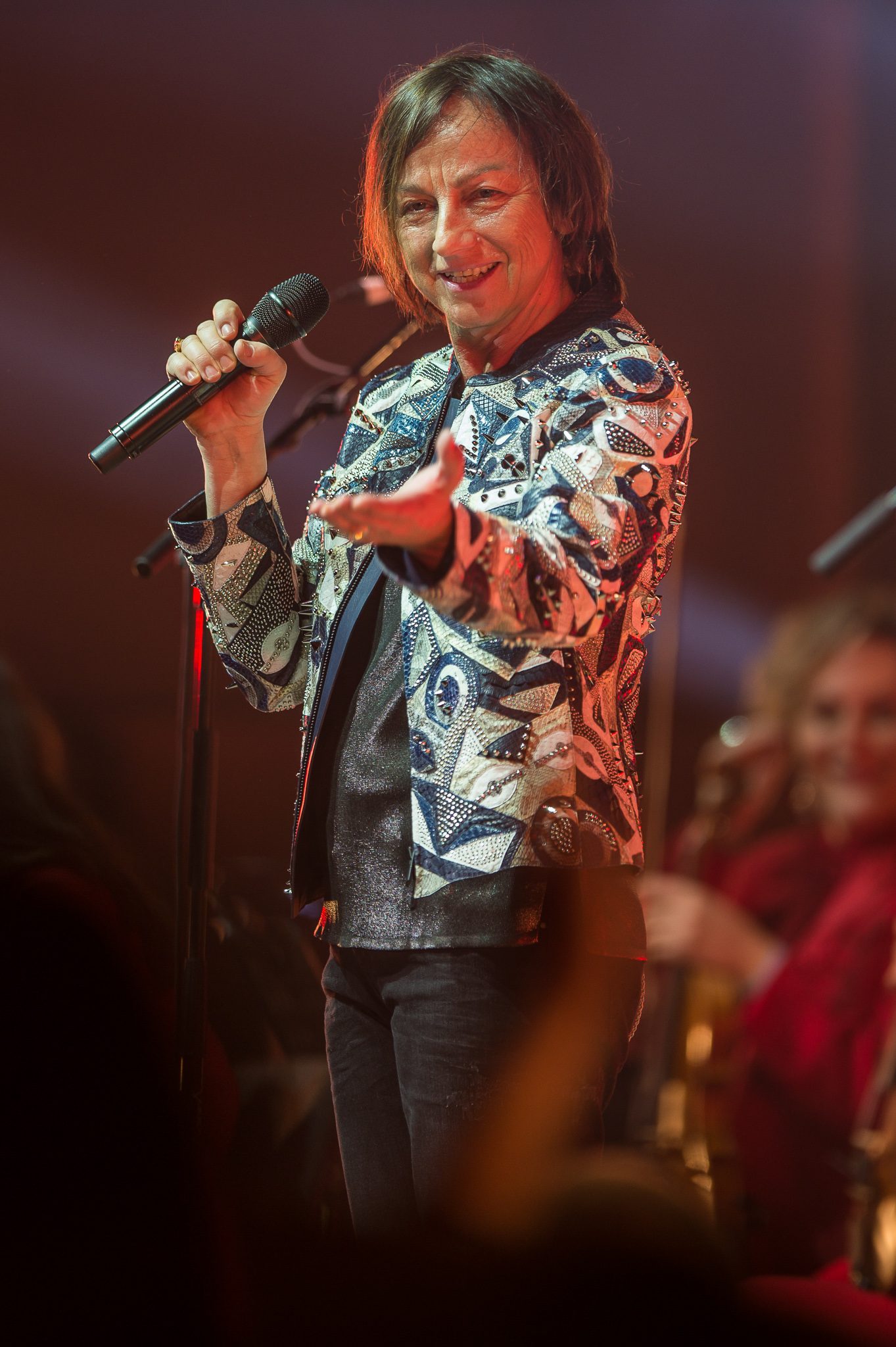
استطاعت المطربة الإيطالية جيانا نانيني (التي كانت تبلغ من العمر 55 عامًا) إنجاب طفل عام 2010

أصبح الحمل فوق سن الخمسين مُمكناً في السنوات الأخيرة لِعدد أكبر من النساء، وأكثر سهولة في تحقيقه بالنسبة للكثيرين؛ بسبب التطورات الحديثة في تقنيات التلقيح بالمساعدة، وخاصة التبرع بالبيض. عادةً ما تنتهي خصوبة المرأة مع سن اليأس، والتي هي بالتعريف 12 شهرا متتالية دون أن يكون لها أي تدفق للطمث على الإطلاق. خلال فترة ما قبل انقطاع الدورة الشهرية، تصبح الدورة الشهرية غير منتظمة وتتوقف في النهاية، ولكن عندما تكون الفترات منتظمة، تكون جودة البيضة عند النساء في الأربعينات أقل منها عند النساء الأصغر سناً، مما يقلل احتمالية إنجاب طفل سليم، لا سيما بعد سن 42. من المهم الإشارة إلى أن الساعة البيولوجية النسائية يمكن أن تختلف اختلافاً كبيراً من امرأة إلى أخرى. ويمكن اختبار مُستوى الخصوبة الفردي للمرأة بواسطة طرق منوّعة.
يعاني الرجال بشكل عام من انخفاض الخصوبة مع تقدمهم في العمر تدريجياً على عكس خصوبة المرأة، حيث تنخفض الساعة البيولوجية للرجال قي كل سن (تفقد 1% لكل سن) مقارنة بالساعة البيولوجية للمرأة حيث تبدأ في الانخفاض بشكل حاد وسريع بعد عمر 38 سنة؛ على سبيل المثال، متوسط الوقت بالنسبة للحمل إذا كان عمر الشخص أقل من 25 عامًا يزيد عن 4.5 شهرًا تقريبًا ويقترب من عامين إذا كان الرجل فوق سن الأربعين (إذا كانت المرأة أقل من 25 عامًا). يزداد خطر العيوب الوراثية بشكل كبير تحت تأثير العمر الأبوي. الأطفال الذين لديهم آباء بعمر 40 عامًا أو أكثر هم أكثر عرضة بخمس مرات للإصابة باضطراب طيف التوحد مقارنة بالأطفال للآباء الذين تقل أعمارهم عن 30 عامًا. ويقدر الباحثون أنه يكون الطفل لأب في أوائل العشرينات من عمره أقل احتمال إصابة الطفل بالفصام عندما يبلغ الأب 40 عاماً، ويضاعف خطر الإصابة بالفصام ثلاث مرات عندما يكون الأب في سن الخمسين. تنخفض خصوبة الرجال على طول العمر، مع انخفاض حجم وخصوبة نوعية السائل المنوي للرجل وحركة الحيوانات المنوية (قدرة الحيوانات المنوية على التحرك نحو البيضة) حيث تنخفض باستمرار بين سن 20 و80. يزداد أيضًا حدوث القزمة والإجهاض مع تقدم الرجال في السن.
في الولايات المتحدة، بين عامي 1997 و1999، تم الإبلاغ عن 539 حالة ولادة بين الأمهات فوق سن الخمسين (أربعة لكل 100,000 حالة ولادة).
وفقاً لإحصائيات هيئة الخصوبة البشرية وعلم الأجنة، يولد أكثر من 20 طفلاً في المملكة المتحدة للنساء فوق سن الخمسين سنوياً من خلال التلقيح الصناعي
في المختبر باستخدام البويضات المانحة (البيض).
كانت ماريا ديل كارمن بوسادا أكبر أم تم التحقق منها. كانت تبلغ من العمر 66 عامًا و358 يومًا عندما ولدت توأماً؛ كانت أكبر من أدريانا إلييسكو التي كانت قد ولدت عام 2005 طفلة صغيرة. في كلتا الحالتين كان الأطفال من التلقيح الاصطناعي ببيض مانح. أكبر أم تحمل بشكل طبيعي (أدرج اسم داون بروك المملكة المتحدة اعتبارًا من 26 يناير 2017 في موسوعة غينيس للأرقام القياسية)، حيث ولدت ابنا في سن ال 59 عاماً في عام 1997 في حين تناول هرمون الاستروجين.

## الاعتبارات الطبية
يزداد خطر مضاعفات الحمل مع زيادة عمر الأم. حيث تشمل المخاطر المرتبطة بالإنجاب فوق سن الخمسين زيادة معدل الإصابة بسكري الحمل، وارتفاع ضغط الدم، والولادة بعملية قيصرية، والإجهاض، ومقدمات الارتعاج، والمشيمة المنزاحة. تزيد نسبة الأمهات اللواتي تزيد أعمارهن عن 50 سنة ثلاثة أضعاف احتمال انخفاض الوزن عند الولادة والولادة المبكرة، بالمقارنة مع الأمهات ما بين سن 20 وعمر 29 سنة، حيث كانت مخاطر ولادتهم عند الولادة منخفضة للغاية، وصغر حجمهم بالنسبة لعمر الحمل، ومعدل وفيات الفترة المحيطة بالولادة.

## حالات الحمل فوق سن الخمسين
يمكن أن يكون من الصعب تحديد الحقائق في الحمل لهذه الفئة العمرية، ولكنها في الغالب تكون بسبب استخدام التلقيح الاصطناعي مع البويضات المانحة.

| عمر الأم                      | التاريخ              | الأم                         | الأب                                                                       | طبيعة الحمل                                                             | البلد                      | ملاحظات |
| ----------------------------- | -------------------- | ---------------------------- | -------------------------------------------------------------------------- | ----------------------------------------------------------------------- | -------------------------- | --- |
| 50 سنة                        | 1899                 | جورجيا بيتزيس بولي           | زوجها                                                                      | طبيعي                                                                   | الولايات المتحدة الأمريكية | جورجيا بيتزيس بولي، أول امرأة يونانية هاجرت إلى شيكاغو بولاية إلينوي، أنجبت طفلها الأخير طبيعياً في عام 1899 عن عمر يناهز 50 عامًا. |
| 50 سنة                        | يوليو 1996           | جودي بيرشاك                  | زوجها ديفيد كوك البالغ من العمر 31 عامًا، مساعد المدعي العام في كاليفورنيا. | تلقيح اصطناعي مع بويضات مانحة                                           | الولايات المتحدة الأمريكية | جودي بيرشاك من لوس أنجلوس بكاليفورنيا، أنجبت طفلتها الأولى سارة في عام 1996 عن عمر يناهز ال 50. تزوجت جودي في سن ال 44، وبعد الفشل في الحمل بشكل طبيعي، لجأت للتلقيح الاصطناعي وحملت بعد المحاولة الأولى. |
| 50 سنة                        | فبراير 1997          | شيريل فيلبيني                | زوجها روبرت فيلبيني البالغ من العمر 49 عامًا.                               | تلقيح اصطناعي                                                           | الولايات المتحدة الأمريكية | شيريل فيلبيني من لومبوك بكاليفورنيا، في 20 فبراير عام 1997 أنجبت أربع مرات مع ثلاث بنات هنَّ ريبيكا، وأماندا، وسيدني، وصبي يدعى روبرت بعملية قيصرية في سانتا باربرا في سن الخمسين. |
| 50 سنة                        | إبريل 2001           | تسويي أوتاكي                 | زوجها هساتوشي شيرايشي                                                      | حمل طبيعي                                                               | الولايات المتحدة الأمريكية | أنجبت تسويي أوتاكي ابنة تدعى أشيما شيرايشي، والتي ستصبح متسلقة صخور من الطراز العالمي. |
| 50 سنة                        | مايو 2010            | هيذر إليزابيث باريزي         | زوجها الثالث أمبرتو ماريا أونزولين البالغ من العمر 42 عاماً ويعمل مقاولاً.   | حمل طبيعي                                                               | إيطاليا                    | هيذر إليزابيث باريزي، مطربة وممثلة إيطالية أميركية، أم لابنتين همت ريبيكا جويل ماننتي البالغة 16 سنة، وجاكلين لون دي جياكومو البالغة 10 سنوات، أنجبت في 22 مايو 2010 في فيتشنزا بإيطاليا التوأم إليزابيث جادين وديلان ماريا بشكل طبيعي مع مقاولها الثالث البالغ من العمر 42 عاماً. |
| 50 سنة                        | يونيو 2010           | سفيتلانا كروبنيك             | زوجها البالغ من العمر 62 عامًا                                              | تلقيح اصطناعي                                                           | أوكرانيا                   | في يونيو 2010 أنجبت سفيتلانا كروبينيك طفلة في أوكرانياوهي في سن الخمسين، بعد العلاج بالتلقيح الاصطناعي. حيث كانت هي وزوجها البالغ من العمر 62 عامًا يحاولان الحمل طبيعياً لمدة 30 عامًا. |
| 50 سنة                        | يناير 2011           | سايكو نودا                   | شريكها                                                                     | تلقيح اصطناعي                                                           | اليابان                    | ولدت السياسية اليابانية سايكو نودا في طوكيو من خلال الإخصاب في المختبر. حيث قررت سايكو نودا تلقي مساعدة من متبرع بيض أمريكي بعد سنوات من علاجات الخصوبة الفاشلة والعديد من حالات الإجهاض. |
| 50 سنة                        | يونيو 2011           | أنثيا نيكولاس                | زوجها بيتر بيرنز البالغ من العمر 54 عامًا.                                  | حمل طبيعي                                                               | أستراليا                   | من المعتقد أن أنثيا نيكولاس من كوينزلاند بأستراليا، هي أقدم حضارة في أستراليا. أُخبرت أنثيا وزوجها بيتر في عام 2006 أنهما لا يمكن أن يكون لديهما أطفال نتيجة لقلق طبي، في عام 2010 بحث بيتر عن نظام غذائي وصحي شخصي قام بتطويره مما مكنه من العودة إلى الصحة المثالية، ثم قام بعد ذلك بتصحيح النقص في السائل المنوي، وفي غضون أشهر من شفائه حدث الحمل غير المتوقع من أنثيا، في حين أنها قدمت بعد ذلك علامات سريرية لانقطاع الطمث. أنجبت أنثيا ابنها نيكولاس جاي في 15 يونيو عام 2011. |
| 50 سنة، 9 أشهر                | أغسطس 2010           | آجي ايزكيال                  | ويلسون براون                                                               | تلقيح اصطناعي ما بعد انقطاع الطمث                                       | كندا                       | آجي ايزكيال من إدمونتون بألبرتا، وهي أم لثلاث بنات راشدات مع زوجها جوني حزقيال، أنجبت في أغسطس عام 2010 حفيدتها كلير في سن الخمسين و 9 أشهر. اختارت أن تعمل كأم بديلة لابنتها تينا (28 سنة)، التي وُلدت بدون رحم وتمت إزالة أحد المبيضين لديها في سن 21 عامًا. كان عقار آجي قبل انقطاع الطمث لمدة عامين، لذلك اضطرت إلى الخضوع لهرمون التخصيب لزيادة دورات الطمث حتى تتمكن من استيعاب اثنتين إلى سبع بيضات تم استردادها من قبل ابنتها وإخصابها في المختبر مع الحيوانات المنوية من شريك ابنتها ويلسون براون. نجح واحد من الأجنة المزروعة في الظهور في رحم آجي نتيجة تصوره لحفيدتها من خلال عملية قيصرية. وزن الفتاة 8.69 رطلا (3.94 كلغ) ولم تتنفس بنفسها. ونتيجة لذلك، تم وضعها على جهاز الأكسجين لمدة ساعة لتطهير رئتيها. انفصلت تينا وويلسون قبل ولادة ابنتهما بوقت قصير. قررت الأم إحضار الطفل إلى فورت ماكموري على بعد 330 كم شمال شرق إدمونتون مع زوجها شون نوسوورثي. |
| 50 سنة                        | 2016                 | جانيت جاكسون                 | زوجها وسام المانع                                                          | حمل طبيعي                                                               | الولايات المتحدة الأمريكية | [ 25 ] |
| 51 سنة                        | 1988                 | ايرينا                       | زوجها                                                                      | حمل طبيعي                                                               | روسيا                      | تعرضت إرينا لحادث في سن الخامسة والعشرين وأخبرها الأطباء أنها لن تكون قادرة على إنجاب الأطفال. في وقت لاحق تزوجت، وبعد سنوات عديدة من الزواج أصبحت حاملاً وأنجبت ابنها الوحيد في سن 51 عام 1988. |
| 51 سنة                        | مارس 1997            | ادريان باربو                 | زوجها بيلي فان زاندت                                                       | حمل طبيعي                                                               | الولايات المتحدة الأمريكية | أنجبت الممثلة الأمريكية أدريان باربو التوأمان، ووكر ستيفن ووليام دالتون في 17 مارس 1997، عن عمر يناهز 51 عاما. بعد الزواج من بيلي فان زاندت في عام 1992 بدأت في محاولة لإنجاب طفل، وحاولت الإخصاب في المختبر دون جدوى، ولكن في وقت لاحق أصبح حاملا بشكل طبيعي. |
| 51 سنة                        | 2000                 | إليزابيث إدواردز             | زوجها جون إدواردز السناتور الأمريكي السابق ونائب الرئيس                    | تلقيح اصطناعي مع التبرع بالبويضات                                       | الولايات المتحدة الأمريكية | أنجبت إليزابيث إدواردز زوجة السيناتور الأمريكي السابق ونائب الرئيس جون إدواردز الابن جاك في عام 2000 عن عمر يناهز 51 عاماً. قرر الزوجان أن يكون لديهما عدد أكبر من الأطفال بعد واحد من أطفالهما - ابن عمره 16 عامًا - قتلت في حادث سيارة في عام 1996. وقد كان لدى السيدة إدواردز ابنة تدعى إيما كلير عن عمر يناهز 49. ويعتقد بعض خبراء الخصوبة أنها تستخدم البويضات المتبرع بها؛ ظلت إليزابيث إدواردز صامتة حيال هذا السؤال. |
| 51 سنة                        | يوليو 2001           | مجهولة الهوية                | زوجها الثاني                                                               | تلقيح اصطناعي مع البويضات المانحة                                       | أوكرانيا                   | وضعت المرأة البالغة من العمر 51 عامًا توأمان "صبي وفتاة" في أوكرانيا في يوليو 2001، بعد تلقي العلاج بالتلقيح الاصطناعي مع تبرع البويضات. حيث قررت أن تنجب أطفالا في هذا السن المتأخر بعد الزواج للمرة الثانية. |
| 51 سنة                        | أغسطس 2001           | مورغان زانتوا                | زوجها الثاني جورج زانتوا البالغ من العمر 57 عامًا                           | حمل طبيعي                                                               | الولايات المتحدة الأمريكية | مورغان زانتوا من تاكوما بواشنطن، أنجبت طفلتها الأولى أوريل في 1 أغسطس 2001 في لوس أنجلوس وهي في سن 51. كانت متزوجة مرة ثانية في سن 44 وأجهضت فقررت عدم المحاولة لإنجاب الأطفال، ثم اكتشفت على نحو غير متوقع أنها حامل في سن 51. |
| 51 سنة                        | ديسمبر 2006          | سراجان جراينسون              | زوجها الثاني ديفيد غراينسون، كان كاهناً سابقاً                               | تلقيح اصطناعي                                                           | الولايات المتحدة الأمريكية | ساراجين جراينسون من لونغ آيلاند بولاية نيويورك، أنجبت ولدا يدعى لوقا في ديسمبر 2006 عن عمر يناهز 51 عاما، بعد العلاج بالتلقيح الاصطناعي مع تبرع البويضات. كان لدى غرينسون وزوجها الثاني ديفيد توأمان هما ماثيو وداود في يونيو 2008. كما كان لدى ساراجين جراينسون ثلاثة أطفال بالغين من زواجها الأول. |
| 51 سنة                        | سبتمبر 2007          | روزينيتي بالميرا سيراو       | ابنها في القانون (بديل الحمل)                                              | تلقيح اصطناعي                                                           | برازيل                     | أنجبت روزينيتي بالميرا سيرواو التوأم أنطونيو بينتو وفيتور غابرييل في مستشفى في البرازيل، في 28 سبتمبر 2007 عن عمر يناهز 51 عاماً، بعد أن اختارت أن تكون بديلاً للحمل لمدة 27 عاماً. الابنة العجوز كلوديا ميشيل سيراو بيريرا والتي حاولت الحمل لمدة أربع سنوات. بموجب القانون البرازيلي، يُطلب من الأم البديلة أن تكون قريبة جداً، لذا تطوعت روزينيتي لأن كلوديا لم يكن لديها أخوات. فكان الأطفال من التلقيح الاصطناعي باستخدام بيض كلوديا وحيوانات منوية من زوجها. |
| 51 سنة                        | ديسمبر 2009          | أنيتا ماختور                 | زوجها من أصول هندية مثلها                                                  | تلقيح اصطناعي                                                           | الهند                      | أنيتا ماختور المرأة الهندية التي أنجبت توأمين في ديسمبر 2009، عن عمر يناهز 51 عاماً، بعد تلقي العلاج بالتلقيح الاصطناعي. لم تكن قادرة على الحمل لمدة 23 سنة بسبب الورم الليفي. هي على الأرجح أكبر امرأة كانت تستخدم التخصيب خارج الجسم باستخدام البويضات غير المجمدة الخاصة بها. |
| 51 سنة                        | 2013                 | راشمي فيرما                  | زوجها السيد فيرما                                                          | تلقيح اصطناعي                                                           | الهند                      | أنجبت السيدة راشمي فيرما ابنة تدعى (لالي) في دلهي بالهند في عام 2013 عن عمر يناهز 51 عاما. حيث قررت السيدة راشمي فيرما وزوجها الخضوع لعلاج الخصوبة بعد الموت العرضي لطفلهما الوحيد امريتانشو فيرما. |
| 51 سنة                        | 2015                 | سيباستيانا ماريا دا كونسيساو | زوجها                                                                      | حمل طبيعي                                                               | برازيل                     | سبستيانا ماريا دا كونسيساو أنجبت طفلها الحادي والعشرين في مدينة أراكاجو بالبرازيل في مايو 2015، عن عمر يناهز 51. انضم الصبي الصغير إلى عائلة مكونة من 10 أخوة و10 أخوات، 18 منهم على قيد الحياة. قالت سبستيانا: "ولدت ابني الأول عندما كنت في الثالثة عشر من عمري، كنت لا أزال طفلة، لم أكن أعرف الكثير. بدأت في الحصول على مولود تلو الآخر في سن أكبر". |
| 52 سنة                        | أكتوبر 2001          | آني ليبوفيتز                 | متبرع الحيوانات المنوية المجهولة                                           | حمل طبيعي                                                               | الولايات المتحدة الأمريكية | كانت المصورة الأمريكية آني ليبوفيتز في الثانية والخمسين من عمرها عندما أنجبت ابنتها سارة في أكتوبر 2001. |
| 52 سنة                        | أغسطس 2003           | ليودميلا بيلايفسكايا         | زوجها الممثل الروسي الكسندر بيليفسكي                                       | حمل طبيعي                                                               | روسيا                      | أنجبت ليودميلا بيلايفسكايا الزوجة الثانية للممثل الروسي ألكسندر بوريسوفيتش بيليافسكي (المعروف باسم ألكسندر بيليفسكي) طفلتها الأولى ألكسندرا في موسكو بروسيا في 28 أغسطس 2003، عن عمر يناهز 52 عامًا. |
| 52 سنة                        | مايو 2007            | مجهولة الهوية                | ابنها في القانون (بديل الحمل)                                              | تلقيح اصطناعي                                                           | اليونان                    | امرأة تبلغ من العمر 52 عاما، ولدت توأم في اليونان في مايو 2007، من خلال التلقيح الاصطناعي مع تبرع البويضات. بموجب قوانين اليونان، يجب أن تكون الأم البديلة أقل من 50 عام، ولكن في هذه الحالة تم إجراء استثناء. |
| 52 سنة                        | يونيو 2008           | كارين جونستون                | زوجها روجر جونستون البالغ من العمر 53 عامًا                                 | تلقيح اصطناعي                                                           | المملكة المتحدة            | كارين جونستون من بيسيستر بإنجلترا، أنجبت الطفلة ويلو في يونيو 2008، عن عمر يناهز 52 عامًا، بعد خضوعها لعلاج التلقيح الاصطناعي في جمهورية التشيك. كانت بالفعل أم لسبعة أطفال، تتناوب على الدوام مع صبي وفتاة أيضا - دانيال (♂) 33، وجيما (♀) 28، وسكوت (♂) 27، وايمي (♀) 26، وايدن (♂) 17، وبيثاني (♀) 14، وجوزيف (♂) 13-، وولديه توأمان - إيموجين (♀) و آسا (♂) - في يوليو 2010 أيضا بعد العلاج بالتلقيح الاصطناعي في نفس العيادة التشيكية. |
| 52 سنة                        | يناير 2011           | كاثرين كولونج                | زوجها ألان كولونغ البالغ من العمر 51 عامًا                                  | حمل طبيعي                                                               | فرنسا                      | كاثرين كولونغ، امرأة فرنسية من توغو بفرنسا، أنجبت ثلاثة توائم، فتاة ليونور، وصبيان همت إيليان وألكسيس في تولوز بفرنسا وهي في سن الثانية والخمسين، بعد الحمل بشكل طبيعي مع زوجها. ولدى السيدة كولونج بالفعل ابن يبلغ من العمر 30 عاماً وابن يبلغ من العمر 27 عاماً وابنة تبلغ من العمر 15 عاماً وثلاثة أحفاد. |
| 52 سنة، 4 أشهر                | يونيو 1757           | جوليين ديسبينيس بلوين        | زوجها بيير بلوين البالغ من العمر 61 عامًا                                   | حمل طبيعي                                                               | فرنسا                      | زوجة جوليان ديسبيجنيس بلوين، امرأة فرنسية من فرنسا ولدت في 13 فبراير 1705، أنجبت ابنتها الأخيرة ماجديلين في 11 يونيو 1757، في سن 52 سنة و 4 أشهر، بعد الحمل بشكل طبيعي مع زوجها بيير. كانت السيدة بلوين ولدت ديسبيجنز لديها بالفعل 12 طفلاً، منهم وهي في سن 44 عامًا، في فبراير 1749. |
| 53 سنة                        | نوفمبر 1992          | ماري شيرينج                  | زوجها الثاني دون شيرنج البالغ 32 عاماً                                      | تلقيح اصطناعي مع تبرع البويضات                                          | الولايات المتحدة الأمريكية | ماري شاينج وهي امرأة من كاليفورنيا تبلغ من العمر 53 عاماً، أصبحت حاملاً بمساعدة التكنولوجيا الطبية في نيويورك. |
| 53 سنة                        | ديسمبر 1992          | جيرالدين ويسولوسكي           | ابنها (بديل الحمل)                                                         | تلقيح اصطناعي مع بويضات زوج ابنتها في القانون (بديل الحمل)              | الولايات المتحدة الأمريكية | أنشأت جيرالدين ويسولوسكي من نيويورك، حفيدها ماثيو في 28 ديسمبر 1992 عن عمر يناهز 53 عامًا، بعد علاج التلقيح الاصطناعي في معهد كريستيان للخصوبة في إيستون ببنسلفانيا، من أجل العمل كبديل للحمل لها. ابنهما مارك ويسولوسكي البالغ من العمر 32 عاما وزوجته سوزان كوبر ويسولوسكي البالغة من العمر 32 عاما، اللتان خضعتا لعملية استئصال الرحم في سن 21 عاما بعد ولادة طفلها الأول توفيا في سن الثانية، ولم تكن قادرة على إنجاب الأطفال. كان يعتقد أن جيرالدين هي أقدم امرأة في الولايات المتحدة للولادة من خلال الإخصاب في المختبر. أدى ذلك إلى ظهورها في برامج التلفاز "أوبرا وينفري" و "مونتيل ويليامز"، وفقًا للدكتورة إيدا م. كامبانا -أخصائية التوليد- التي تتخذ من أمهرست مقراً لها. مات ماثيو في عام 2010 بسبب الإصابات التي لحقت به في حادث سيارة. |
| 53 سنة                        | سبتمبر 2005          | آني كاسيرلي                  | ابنها في القانون (بديل الحمل)                                              | تلقيح اصطناعي                                                           | المملكة المتحدة            | آني كاسيرلي أنجبت حفيدتها آني ترينيتي هاترسلي في المملكة المتحدة في سبتمبر 2005، عندما كانت في الثالثة والخمسين من عمرها، بعد اختيارها للعمل بديلة للحمل لابنتها البالغة من العمر 35 عاماً "إيما هاترسلي"، التي تعاني من سرطان نادر مما يجعلها غير قادرة على تحمل الحمل. |
| 53 سنة                        | يونيو 2008           | سراجان جراينسون              | زوجها الثاني ديفيد غراينسون "كاهن سابق"                                    | تلقيح اصطناعي مع تبرع البويضات                                          | الولايات المتحدة الأمريكية | أنجبت سراجان جراينسون من لونغ آيلاند بنيويورك ولديهما التوأم، ماثيو ودافيد، في يونيو 2008 عن عمر يناهز 53 عاماً، بعد تلقي العلاج بالتلقيح الاصطناعي مع تبرع البويضات. وولدت ولوك لوقا في ديسمبر 2006. حيث كان لدى سراجان جراينسون أيضاً ثلاثة أطفال بالغين من زواجها الأول. |
| 53 سنة                        | ديسمبر 2008          | أديل دراميس                  | زوجها                                                                      | تلقيح اصطناعي مع التبرع بالبويضات                                       | إيطاليا                    | في أواخر ديسمبر 2008 وضعت أديل درامس وهي امرأة إيطالية من أصل يوناني مولدين توأمين وصبيًا في إيطاليا، عن عمر يناهز 53 عامًا. تزوجت في سن ال 45، وبعد سنوات من محاولتها قررت تلقي علاج التلقيح الاصطناعي. |
| 53 سنة                        | يونيو 2011           | آنا فيهر                     | زوجها                                                                      | IVF                                                                     | اليونان                    | أنجبت الممثلة المجرية آنا فيهر طفلتها الأولى لازلو بارناباس في 4 يونيو 2011، عن عمر يناهز 53 عامًا. كانت قبلاً تحاول الحمل لمدة عشر سنوات. |
| 54 سنة                        | 2000                 | غالينا شيفتشينكو             | زوجها                                                                      | تلقيح اصطناعي بعد سن اليأس مع التبرع البويضات                           | روسيا                      | ولدت غالينا شيفتشينكو ولدين توأمين في روسيا عام 2000 عن عمر يناهز 54 عاما. قررت هي وزوجها الخضوع لعلاج الخصوبة بعد وفاة ابنهما الوحيد. كانت هذه أول حالة ناجحة لعلاج حالات التلقيح الاصطناعي لامرأة بعد سن اليأس في روسيا. |
| 54 سنة                        | يناير 2007           | مجهولة الهوية                | زوجها                                                                      | تلقيح اصطناعي مع التبرع بالبويضات                                       | جمهورية التشيك             | أنجبت المرأة التي تبلغ من العمر 54 عامًا ابنة في براغ في عيادة "U Apolináře" في يناير 2007، بعد تلقي العلاج بالتلقيح الاصطناعي مع تبرع البويضات. |
| 54 سنة                        | نوفمبر 2009          | مجهولة الهوية                | زوجها البالغ من العمر 71 عامًا                                              | تلقيح اصطناعي مع التبرع بالبويضات                                       | إسرائيل                    | في نوفمبر 2009 وضعت المرأة البالغة من العمر 54 عامًا توأمان صبي وفتاة في بني براك بإسرائيل . أصبح زوجها البالغ من العمر 71 عامًا والدًا لأول مرة، بينما كان لديها أطفال بالغين من زواج سابق. |
| 54 سنة                        | يوليو 2010           | كارين جونستون                | زوجها روجر جونستون البالغ من العمر 55 عامًا                                 | تلقيح اصطناعي                                                           | المملكة المتحدة            | كارين جونستون من بيسيستر بإنجلترا، أنجبت توأمان؛ صبي يدعى آسا، وفتاة تدعى إيموجن في يوليو 2010 عن عمر يناهز 54 عاماً، بعد خضوعها لعملية التلقيح الاصطناعي في جمهورية التشيك. كانت بالفعل أم لثمانية أطفال، دائمًا ما يتناوب الفتى والفتاة أيضًا دانييل (♂) 33، جيما (♀) 28، سكوت (♂) 27، آمي (♀) 26، آيدن (♂) 17، بيذاني (♀) 14، يوسف (♂) 13، ويلو (♀) 2 -. ولد طفلها الثامن في يونيو 2008 أيضاً بعد العلاج بالتلقيح الاصطناعي في نفس العيادة التشيكية. |
| 54 سنة                        | أغسطس 2011           | سولانج كوتو دوس سانتوس       | زوجها الثاني جيمرسون دي اندرادي                                            | حمل طبيعي                                                               | برازيل                     | الممثلة البرازيلية سولانج كوتو دوس سانتوس، ابتها مارسيو فيليبي، وابنتها مورينا ماريا من زواجها السابق، أنجبت طفلها الثالث بنيامين في 15 أغسطس 2011 في سن 54 بحمل طبيعي . |
| 54 سنة، شهر                   | فبراير 1916          | إليزابيث بيرس                | زوجها                                                                      | حمل طبيعي                                                               | المملكة المتحدة            | أنجبت السيدة إليزابيث بيرس من مدينة بيتيرن بإنجلترا طفلها الأصغر في 10 فبراير 1916، عندما كان عمرها 54 سنة و 40 يومًا. |
| 54 سنة، 10 أشهر               | يناير 2000           | أراوسيا جارسيا               | زوجها                                                                      | حمل طبيعي                                                               | الولايات المتحدة الأمريكية | أراسيليا غارسيا من صانيسايد بواشنطن، أذهلت الأطباء عندما فكرت بالحمل بشكل طبيعي (بدون علاج هرموني)، فأنجبت بعدها ثلاثة توائم من الإناث في عام 1999 عن عمر يناهز 54 عامًا. ولدت في عملية قيصرية في أوائل يناير 2000 ثلاث فتيات هن أريانا، وبريانا وسيسيليا. |
| 54 سنة، 11 أشهر               | أبريل 1847           | باربرا كريستمان              | زوجها                                                                      | حمل طبيعي                                                               | الولايات المتحدة الأمريكية | أنجبت باربرا من ولاية بنسلفانيا في 30 أبريل 1847. كان زوجها دانيال كريستمان ولهما سبع أطفال. هم وليام، وآدم وإليزابيث ومايكل وباربارا ونيلسون وروبن كرستمان. |
| 55 سنة                        | 1998                 | مجهولة الهوية                | المتبرع بالحيوانات المنوية المجهولة                                        | تلقيح اصطناعي مع الحقن المجهري                                          | الهند                      | وضعت المرأة البالغة من العمر 55 عاماً من ولاية شمال شرق الهند، كانت الولادة بعد العلاج بالتلقيح المجهري مع حقن الحيوانات المنوية داخل السيتوبلازم (الحقن المجهري). |
| 55 سنة                        | أبريل 1998           | ميريل فوديل                  | المتبرع المجهول بالحيوانات المنوية                                         | تلقيح اصطناعي                                                           | الولايات المتحدة الأمريكية | امرأة مطلقة منذ خمس مرات من سان دييغو، أنجبت أربع مرات، ثلاث فتيات وصبي في 18 أبريل 1998 عن عمر 55 سنة، بعد علاج التلقيح الاصطناعي. هي على الأرجح أكبر امرأة تلد أربع مرات. ولدت ثلاث فتيات وصبي واحد. توفيت أحد الفتيات بعد 8 أيام. استسلمت ميريل فتاتين للتبني، لذلك بقي الصبي فقط مع الأم. |
| 55 سنة                        | فبراير 2000          | مارلين ماكريفي نولين         | زوجها راندي نولين البالغ من العمر 48 عامًا                                  | تلقيح اصطناعي مع التبرع بالبويضات                                       | الولايات المتحدة الأمريكية | أنجبت مارلين نولين (مواليد ماكريفي)، وهي رياضية أولمبية سابقة ومدربة للكرة الطائرة في جامعة سانت لويس، ولدين توأم هما ترافيس وريان في 22 فبراير 2000، عن عمر 55 سنة. تزوجت من زوجها راندي نولين في عام 1988، وبما أنهم كانوا يحاولون إنجاب طفل بعد 10 سنوات دون نجاح، قرروا في عام 1998 الخضوع لعلاج التلقيح الاصطناعي. |
| 55 سنة                        | ديسمبر 2004          | تينا كيد                     | جيسون هاموند ابنها البالغ من العمر 29 عامًا (بديل الحمل)                    | تلقيح اصطناعي                                                           | الولايات المتحدة الأمريكية | تينا كيد من ولاية فرجينيا، أنجبت أحفادها الثلاثة آرون وكاي وسيمون في ديسمبر 2004، عن عمر يناهز 55 عامًا، تعمل كأم بديلة لابنتها كميل هاموند وزوجها جاسون البالغة من العمر 29 عامًا . تعاني كاميل من التهاب بطانة الرحم وقد جربت ست محاولات للتلقيح الاصطناعي، ولكنها لم تنجح في كل مرة، ثم عرضت السيدة تينا مساعدتها. |
| 55 سنة                        | يوليو 2007           | فيرونيكا مينساه              | أتسو ديكينو وهو مواطن من غانا                                              | تلقيح اصطناعي                                                           | الولايات المتحدة الأمريكية | أنجبت فيرونيكا مينساه من ليثونيا بجورجيا، توأمان فتى يدعى دانيال وفتاة تدعى ديانا أتسوبوي في يوليو 2007 عن عمر يناهز 55 عاماً. ويطلق على الأطفال اسم ديكنو. كانت تحاول إنجاب الأطفال منذ كانت في سن الخامسة والعشرين، وبعد ثلاثين عامًا قررت أن تتابع ذلك عن طريق التلقيح الاصطناعي، والذي تم إجراؤه في بلدها غانا. |
| 55 سنة                        | أغسطس 2007           | بريندا                       | زوجها ألاجابان البالغ من العمر 57 عامًا                                     | تلقيح اصطناعي مع تبرع البويضات والحقن المجهري                           | الهند                      | المرأة الهندية المسماة "بريندا" من كارناتاكا، أنجبت ولدين توأمين هما عكاش وريشيكيش في 27 أغسطس 2007 في تشيناي وهي في سن 55. كانت هي وزوجها "ألاجابان" بلا أطفال منذ 28 سنة بسبب نقص العدد الكافي من الحيوانات المنوية لديه، لذلك قرروا الاستعانة بطريقة التلقيح الصناعي (IVF) مع التبرع البويضات وحقن الحيوانات المنوية داخل السيتوبلازم (الحقن المجهري). |
| 55 سنة                        | 2008                 | مجهولة الهوية                | غير معروف                                                                  | تلقيح اصطناعي                                                           | جنوب كوريا                 | كورية عمرها 55 سنة ولدت في سيول بكوريا الجنوبية في عام 2008 (التاريخ غير مؤكد)، بمساعدة فريق الدكتور كيم أحمد الذي تبعه بعد "بارك"، حيث أصبحت المرأة البالغة من العمر 57 عامًا أمًا في سيول في أواخر سبتمبر 2012. |
| 55 سنة                        | نوفمبر 2008          | مجهولة الهوية                | متبرع مجهول بالحيوانات المنوية                                             | تلقيح اصطناعي                                                           | النمسا                     | وضعت المرأة العازبة البالغة من العمر 55 عامًا فتاتين في غراتس بالنمسا في 21 نوفمبر 2008، من قبل قسم القيصرية. أصبحت حاملاً بعد التلقيح الاصطناعي في الخارج والأب مجهول. |
| 55 سنة                        | نوفمبر 2010          | جيانا نانيني                 | زوجها                                                                      | العلاج بالهرمونات البديلة (HRT)                                         | إيطاليا                    | في 26 نوفمبر 2010، أنجبت المغنية الإيطالية جيانا نانيني البالغة من العمر 55 عاما طفلتها الأولى بينيلوب، بعد أن تصورت بشكل طبيعي بعد العلاج بالخصوبة. |
| 55سنة، 3 أيام                 | 1936                 | وينفريد ويلسون               | زوجها                                                                      | حمل طبيعي                                                               | المملكة المتحدة            | كانت وينفريد ويلسون من إنجلترا، التي أنجبت طفلها العاشر عن عمر 55 سنة و3 أيام في عام 1936، أقدم أم بريطانية حتى سبتمبر 1987، عندما رزقت بالابنة كاثلين كامبل من نوتنغهام بإنجلترا المولودة وهي في عمر 55 سنة و141 يومًا. |
| 55 سنة، 2 أشهر، 10 يوم        | مارس 1931            | ماري هيجنز                   | زوجها                                                                      | حمل طبيعي                                                               | آيرلندا                    | ولدت السيدة ماري هيجنز من مدينة كورك بأيرلندا(مواليد 7 يناير 1876)، كان مولودها الأول عندما كان عمرها 55 سنة و69 يومًا في 17 مارس 1931، في اليوم الوطني الأيرلندي وتم الإبلاغ عن الحالة في 5 يوليو 1932. |
| 55 سنة، 4 أشهر، 19 أيام       | سبتمبر 1987          | كاثلين كامبل                 | زوجها سيدني كامبل البالغ من العمر 65 عامًا                                  | حمل طبيعي                                                               | المملكة المتحدة            | ولدت كاثلين كامبل في 21 أبريل 1932 من كيمبرلي بإنجلترا، أنجبت أطفالها الستة الذين تتراوح أعمارهم بين 16 إلى 22، حيث ولدت طفلها السابع إسحق جوبي بعملية قيصرية في 9 سبتمبر عام 1987 في سن ال 55 سنة و141 يوماً. |
| 55 سنة، 11 أشهر (also 51 سنة) | مارس 1999            | بولين ليون                   | زوجها الثاني ديفيد ليون البالغ من العمر 54 عامًا                            | تلقيح اصطناعي                                                           | المملكة المتحدة            | ولدت بولين ليون في أواخر مارس 1943، أنجبت ابنها برودي في مستشفى هينشينغبروك بإنجلترا في 22 مارس 1999 عن عمر 55 سنة و 11 شهراً، بعد علاج التلقيح الاصطناعي. كما أنجبت فتاة في سن الحادية والخمسين بنفس الطريقة. |
| 56 سنة                        | مايو 2001            | لين بيزانت                   | زوجها ديريك بيزانت                                                         | تلقيح اصطناعي مع التبرع بالبويضات                                       | المملكة المتحدة            | لين بيزانت من كروتون، أنجبت توأمان سوزان وداوود بعملية قيصرية في 24 مايو 2001 وهي في سن 56، بعد تلقي علاج الخصوبة. حصلت لين بيزانت على بيض مانح تم تخصيبه بالحيوانات المنوية لزوجها. كان الزوجان يرغبان دائمًا في الحصول على عائلة أكبر ولكنهما فشلا بعد أن ولدت للين توأماً ميتاً وعانت من الإجهاض. |
| 56 سنة                        | 2006                 | مجهولة الهوية                | غير معروف                                                                  | تلقيح اصطناعي مع تبرع البويضات                                          | أستراليا                   | تبلغ المرأة 56 عاماً من كوينزلاند بأستراليا، حيث أنجبت طفلاً في عام 2006، بعد تلقي العلاج بالتلقيح الاصطناعي مع تبرع البويضات. |
| 56 سنة                        | يناير 2008           | رايسا أخمديفا                | زوجها رشيد اخميلوف                                                         | حمل طبيعي                                                               | روسيا                      | أنجبت رايسا أخمديا طفلها الأول في أوليانوفسك بروسيا في 10 يناير 2008 عن عمر 56 سنة. ولدى زوجها رشيد ثلاثة أطفال من زواجه السابق، لكنهم كانوا يريدون دوماً أن يكون لهم طفل معاً. |
| 56 سنة                        | أكتوبر 2008          | جاليلين دالينبيرغ            | جو كوسينو ابنها في القانون (بديل الحمل)                                    | تلقيح اصطناعي                                                           | الولايات المتحدة الأمريكية | أنجبت جاليلين دالينبرغ من مانزفيلد بولاية أوهايو حفيداتها الثلاثة إليزابيث جاسلين، وتوأمينا كارمينا آن، وغابرييلا كلير في 11 أكتوبر 2008 في سن 56 عامًا، وكانت تعمل كأم بديلة عن ابنتها كيم ووستر كوسينو وزوجها جو كوسينو. وأصبحت بالفعل أم لطفلين الفتاة وبريتني (ويلكينسون) والفتى كولن (أندرسون). |
| 56 سنة                        | مايو 2010            | غابرييلا دي أمبروسيس         | زوجها لويجي دي أمبروسيس البالغ من العمر 69 عامًا                            | تلقيح اصطناعي مع التبرع بالبويضات                                       | إيطاليا                    | أنجبت غابرييلا دي أمبروسيس طفلتها الأولى فيولا في 26 مايو 2010 في إيطاليا عن عمر يناهز 56 عاما، بعد تلقي العلاج في الخارج. تزوجت غابرييلا زوجها لويجي في عام 1990. في سبتمبر 2011 أمرت محكمة إيطالية بإخضاع ابنتهما للرعاية بعد أن حكمت بأن أمينة المكتبة غابرييلا البالغة من العمر 57 عاماً وزوجها المتقاعد البالغ من العمر 70 عاماً كانا مسنين جداً، فلن يكونا قادرين على رعايتها. |
| 56 سنة                        | نوفمبر 2014          | "تيسا"                       | متبرع حيوانات منوية مجهولة                                                 | تلقيح اصطناعي بعد سن اليأس مع تبرع البويضات                             | كندا                       | "تيسا" محامية تورنتو تبلغ من العمر 56 عاماً، أنجبت طفلاً صغيراً في 25 نوفمبر 2014، بعد تلقي العلاج بالتلقيح الاصطناعي مع تبرع البويضات. كانت عازبة ولديها ثلاثة أطفال بالغين من زواجها السابق. |
| 56 سنة                        | ديسمبر 2014          | ليزا سوينتون ماكلولين        | زوجها مايكل ماكلولين                                                       | تلقيح اصطناعي                                                           | الولايات المتحدة الأمريكية | ولدت ليزا سوينتون ماكلولين المديرة الطبية للصليب الأحمر الأمريكي في بالتيمور توأمين في 27 ديسمبر 2014 في سن 56، بعد أكثر من 10 سنوات من محاولات علاج الخصوبة. وقد خرجت من المستشفى في 31 ديسمبر، لكنها بقيت تعاني من ألم المعدة، وتوفيت في منزل انسداد الأمعاء في 4 يناير 2015، في حين كان أبناؤها لا يزالون في المستشفى. |
| 56 سنة، 11 أشهر، 27 يوم       | نوفمبر 2004          | أليتا سانت جيمس              | اثنين من مانحي الحيوانات المنوية المجهولة                                  | تلقيح اصطناعي مع تبرع البويضات                                          | الولايات المتحدة الأمريكية | أليتا سانت جيمس (مواليد 12 نوفمبر 1947)، ولدت توأما هما فرانشيسكا وجيان في مستشفى ماونت سيناي في نيويورك في 9 نوفمبر 2004، قبل ثلاثة أيام فقط من عيد ميلادها السابع والخمسين، بعد أن خضعت لعلاج التلقيح الاصطناعي باستخدام البيض المتبرع. |
| 57 سنة                        | مارس 1996            | ناتاليا سوركوفا              | زوجها الثاني                                                               | حمل طبيعي                                                               | روسيا                      | أصبحت ناتاليا سوركوفا أكبر أم في روسيا بعد ولادة ابنتها ساشا في 14 مارس 1996، عن عمر يناهز ال 57. أصبحت حاملاً بعد 1.5 سنة من العلاج الهرموني، بعد أن تم تأسيسها في مرحلة ما قبل انقطاع الطمث. قررت سوركوفا وهي أم مطلقة لطفلين بالغين أن يكون لها طفل آخر لأن شريكها الجديد كان بلا أطفال. |
| 57 سنة                        | ديسمبر 1998          | جوديث كاتس                   | زوجها الثاني كارل م. كاتيس جونيور البالغ من العمر 48 عامًا                  | تلقيح اصطناعي                                                           | الولايات المتحدة الأمريكية | أنشأت جوديت كاتس من إيفانسفيل بولاية إنديانا فتاتين هما مارغريت جان ماري (ماجي) وكارلي سو مورغان (كارلي) في 12 ديسمبر 1998، عن عمر يناهز 57 عامًا. وقد حملت بعد علاج التلقيح الاصطناعي. |
| 57 سنة                        | 2005-04-2 أبريل 2005 | روزي سوين                    | زوجها جاي سوين                                                             | تلقيح اصطناعي بعد سن اليأس مع التبرع البويضات                           | الولايات المتحدة الأمريكية | أنجبت روزي سوين بشكل طبيعي توأمان ديانا وكريستيان في الولايات المتحدة في 20 أبريل 2005، عن عمر يناهز 57 عاما. |
| 57 سنة                        | مارس 2008            | سوزان توليفسن                | شريكها نيك ماير البالغ من العمر 46 عامًا                                    | تلقيح اصطناعي مع التبرع بالبويضات                                       | المملكة المتحدة            | سوزان توليفسن المرأة الإنجليزية من ليندون بإنجلترا، أنجبت طفلتها الأولى فريا في 28 مارس 2008 عن عمر يناهز 57 عاماً، بعد تلقي العلاج بالتلقيح الاصطناعي مع تبرع البويضات. ورُفض معاملتها في بريطانيا بسبب سنها، لذا ذهبت إلى روسيا وبولندا لتلقي التلقيح الاصطناعي. وبعد عامين، كانت راغبة في الحصول على طفل آخر، وقد قُبلت هذه المرة في عيادة لندن للنساء، وأصبحت أكبر امرأة في بريطانيا عُرض عليها هذا النوع من العلاج، ولكنها قررت في وقت لاحق عدم المخاطرة بصحتها. |
| 57 سنة                        | يوليو 2008           | "فيرا"                       | زوجها                                                                      | حمل طبيعي                                                               | أوكرانيا                   | ولدت فيرا وهي تبلغ من العمر 57 عامًا ابنًا يدعى أندريه في أوكرانيا بعملية قيصرية في 13 يونيو 2008 عن عمر يناهز 57 عامًا. توفي ابنها الأول عن عمر 20 عامًا، أنجبت طفلين توأمين، لكنهم ماتوا بعد 10 أيام، لذا قررت هي وزوجها المحاولة مرة أخرى. |
| 57 سنة                        | 2010                 | مجهولة الهوية                | غير معروف                                                                  | تلقيح اصطناعي مع التبرع بالبويضات                                       | أستراليا                   | ولدت المرأة التي تبلغ من العمر 57 عامًا طفلاً في عام 2010 في بيرث بأستراليا الغربية، بعد العلاج بالتلقيح الاصطناعي مع تبرع البويضات. |
| 57 سنة                        | نوفمبر 2010          | مجهولة الهوية                | متبرع هندي مجهول                                                           | تلقيح اصطناعي                                                           | أستراليا                   | امرأة هندية تبلغ من العمر 57 عامًا ولدت طفلة في ملبورن بأستراليا في نوفمبر 2010، بعد إجراء التلقيح المجهري مع الحيوانات المنوية من المتبرع بها من الهند، محققة رقمًا قياسيًا لتصبح أكبر أم في أستراليا. |
| 57 سنة                        | سبتمبر 2011          | سيلفانا صوفيا                | زوجها البالغ من العمر 70 عامًا                                              | تلقيح اصطناعي مع التبرع بالبويضات                                       | إيطاليا                    | سيلفانا صوفيا طبيبة تبلغ من العمر 57 عاماً، ولدت توأمان كارولا بيا وأدريانا كريستينا في ساليرنو بإيطاليا في سبتمبر 2011. كان زوجها في السبعين من العمر في ذلك الوقت. |
| 57 سنة                        | سبتمبر 2012          | "بارك"                       | زوجها البالغ من العمر 60 عامًا                                              | تلقيح اصطناعي بعد سن اليأس مع التبرع بالبويضات                          | جنوب كوريا                 | كورية عمرها 57 سنة (ولدت عام 1955) الملقبة بـ "بارك"، ولدت بعملية قيصرية أجريت في 36 أسبوعًا، إلى فتاتين توأمان، وزنهن على التوالي 2.230 كيلوغرام و 2.630 كيلوغرام في 26 سبتمبر 2012 في مركز "أسان" للتوليد الطبي، في سيول بكوريا الجنوبية. بعد مرور 27 عامًا على محاولة الحمل بشكل طبيعي مع زوجها بسبب انسداد قناة فالوب، حدث انقطاع الطمث عندما كانت تبلغ من العمر 45 عامًا، أي قبل اثني عشر عامًا. ولذلك اضطرت إلى اللجوء إلى التلقيح الاصطناعي مع البويضات المتبرع بها، حيث تم تخصيبها بالحيوانات المنوية لزوجها البالغ من العمر 60 عامًا. |
| 57 سنة، 4 أشهر                | نوفمبر 1972          | آنا مارتن                    | زوجها ريموند مارتن البالغ من العمر 55 عامًا                                 | حمل طبيعي                                                               | الولايات المتحدة الأمريكية | آنا مارتن من تولسا بأوكلاهوما، وهي أم لستة أطفال، البكر منهم يدعى لويس عندما كانت في الخامسة والعشرين من عمرها، ولدت بعملية قيصرية ابنتها ماري جين في 24 نوفمبر 1972، في عمر 57 سنة و 4 أشهر. رزقت أطفالها السابقين في صيف عام 1967 عن عمر يناهز 52 عاما ً، ثم رزقت بابنها دوني راي في صيف عام 1970 عن عمر يناهز 55 عاماً. |
| 57 سنة، 4، أشهر 7 أيام        | أكتوبر 1956          | روث أليس كيستلر              | زوجها                                                                      | المفهوم الطبيعي للعلاج بالهرمونات البديلة (HRT)                         | الولايات المتحدة الأمريكية | روث أليس كيستلر من بورتلاند بولاية أوريغون، أنجبت ابنتها سوزان في لوس أنجلوس في 18 أكتوبر 1956، عن عمر يناهز 57 عامًا سنوات و129 يومًا. كانت الولادة سبقت ظهور التخصيب في المختبر (IVF) مما جعل من روث واحدة من أكبر النساء المعروفات بالحمل بشكل طبيعي. توفيت في يونيو 1899، وتوفيت في عام 1982 عن عمر يناهز ال 82 أو 83 عاماً، في حين كانت ابنتها 25 أو 26. |
| 58 سنة                        | ديسمبر 1818          | السيدة جورج سوندرز           | زوجها                                                                      | حمل طبيعي                                                               | المملكة المتحدة            | نشرت جريدة رويال كورنوال في الثاني من يناير عام 1819 تقارير عن ولادة توأمان في ليلة عيد الميلاد السابقة (24 ديسمبر 1818)، للسيدة جورج سوندرز؛ زوجة صانع أحذية في لندن، وهي في السنة التاسعة والخمسين من عمرها. وقد ولد طفلها السابق قبل 35 سنة من ذلك. |
| 58 سنة                        | 1995                 | إميليا باكو                  | زوجها                                                                      | تلقيح اصطناعي بعد سن اليأس مع التبرع بالبويضات                          | إيطاليا                    | إميليا باكو، امرأة إيطالية تبلغ من العمر 58 عاماً من ساليرنو بإيطاليا، أنجبت توأمين في عام 1995، بعد العلاج المخصب بالتلقيح الاصطناعي بتبرع البويضات المخصبة من الحيوانات المنوية لزوجها. |
| 58 سنة                        | يونيو 2001           | براجنا                       | زوجها                                                                      | تلقيح اصطناعي بعد سن اليأس مع التبرع البويضات                           | الهند                      | "براجنا "، امرأة هندية عمرها 58 عامًا من مومباي، ولدَت في عملية قيصرية في يونيو 2001. |
| 58 سنة                        | سبتمبر 2002          | جانيت بوشر                   | تبرع أجنة الجنين                                                           | عمليات التلقيح الاصطناعي بعد سن اليأس مع التبرع الأجنة                  | المملكة المتحدة            | أنجبت جانيت بوسر توأمها الأطفال سارة وجيمس في لندن في سبتمبر 2002، عن عمر يناهز 58 عاماً، بعد أن أجرى قسم التخصيب الأنثوي العلاج بالأجنة المتبرع بها، وشريكها مارتن ماسلان الذي كان عقيماً على ما يبدو، في عيادة البروفيسور إيان كرافت الخاصة في يناير 2003، توفي مارتن ماسللين من نوبة قلبية في سن 64، بعد خمسة أشهر من ولادة التوائم. بعد وفاته، تمت مناقشة حكمة الزوجين اللتين تقتربان من سن التقاعد ولهما علاج الخصوبة. |
| 58 سنة                        | مارس 2003            | سميرة إليس                   | رفيقها                                                                     | تلقيح اصطناعي مع التبرع بالبويضات                                       | السويد                     | سميرة إليس، وهي مواطنة إسرائيلية ولدت توأماً الصبي إلياس والفتاة سولفا في السويد في 8 مارس 2003، وهي في سن 58. |
| 58 سنة                        | ديسمبر 2006          | آن ستسلر                     | صهرها أيال تشومسكي (بديل الحمل)                                            | عمليات التلقيح الاصطناعي بعد انقطاع الطمث مع بويضات ابنتها (بديل الحمل) | الولايات المتحدة الأمريكية | أنجبت آن ستولبر من دلراي بيتش بولاية فلوريدا حفيدتيها التوأم إيتاي ومايا في الولايات المتحدة الأمريكية في الأول ديسمبر 2006، عن عمر يناهز 58 عاماً، تعمل كأم بديلة لابنتها كارين ستولر تشومسكي وزوجها عيال. تشومسكي. كانت كارين تشومسكي قد أجرت عملية استئصال الرحم في سن 25 عامًا حيث تم تشخيصها بسرطان عنق الرحم، ولم تكن قادرة على إنجاب الأطفال بالطريقة التقليدية. |
| 58 سنة                        | مايو 2010            | سيكلي                        | زوجها                                                                      | تلقيح اصطناعي بعد سن اليأس مع التبرع البويضات                           | الهند                      | أنجبت امرأة هندية اسمها سيكلي من مقاطعة ارناكولام صبيًا في مستشفى سانت جورج في 31 مايو 2010 في سن 58، بعد عملية التلقيح الاصطناعي مع بيضها المفترض. توفي ابنها الأول منذ سنوات عديدة عن عمر يناهز ثلاثة أعوام، وتوفي ابنها الثاني عن عمر يناهز 16 عامًا في حادث عام 2008. وقررت هي وزوجها بعد ذلك محاولة إنجاب طفل آخر. |
| 58 سنة                        | مايو 2010            | مجهولة الهوية                | زوجها                                                                      | تلقيح اصطناعي بعد سن اليأس مع التبرع البويضات                           | إيطاليا                    | أنجبت امرأة تبلغ من العمر 58 عامًا من تورينو بإيطاليا ابنة في مايو 2010، بعد العلاج بالتلقيح الاصطناعي مع تبرع البويضات. |
| 58 سنة                        | سبتمبر 2011          | مجهولة الهوية                | زوجها البالغ من العمر 65 أو 72 عامًا                                        | تلقيح اصطناعي بعد سن اليأس مع التبرع بالبويضات                          | إيطاليا                    | ولدت امرأة تبلغ من العمر 58 عامًا توأمان في ميلانو بإيطاليا في سبتمبر 2011، بعد تلقي العلاج بالتلقيح الاصطناعي في الخارج ببيض مانح. كانت المرأة ورجلها البالغ من العمر 65 سنة (72 سنة حسب مصدر آخر) ميكانيكيًا، كانا يحاولان الحمل بشكل طبيعي لمدة 27 عامًا. |
| 58 سنة                        | مايو 2012            | ماريا أدولوراتا مونتوري      | زوجها سلفاتوري مانزو البالغ من العمر 59 عامًا                               | تلقيح اصطناعي بعد سن اليأس مع التبرع بالبويضات                          | إيطاليا                    | ماريا ألدولوراتا مونتوري، امرأة تبلغ من العمر 58 عامًا من بوسكوريل بالقرب من نابولي بإيطاليا، أنجبت ثلاثة توائم، فتاة تدعى جيوفانا، وطفلين هما أليساندرو وأدريانو في 9 مايو 2012، في المستشفى العام بعد العلاج بالتلقيح الاصطناعي بعد انقطاع الطمث، مع تبرع البويضات المخصبة بالحيوانات المنوية من زوجها سلفاتوري مانزو البالغ من العمر 59 عاماً. |
| 58 سنة، 4 أشهر                | ديسمبر 2004          | لورين كوهين                  | زوجها الثاني فرانك غارسيا البالغ من العمر 39 عامًا                          | تلقيح اصطناعي بعد سن اليأس مع التبرع بالبويضات                          | الولايات المتحدة الأمريكية | لورين كوهين من ولاية نيو جيرسي ولدت في 11 أغسطس 1946، هي الآن أم لطفلة عمرها 26 سنة تدعى رينيه من زواجها الأول، ثم أنجبت ابنتها راكيل في نيويورك في ديسمبر 2004، وهي في عمر 58 سنة و 4 أشهر. رزقت لورين كوهين وزوجها فرانك غارسيا توأما معًا بالتلقيح الاصطناعي في مايو 2006، باستخدام حيوانات منوية من متبرع. قرر الزوجان أن يحاولا مرة أخرى. أما لماذا اختارت أن يكون لديها أطفال في هذا السن المتأخر مع زوجها البالغ من العمر حوالي 20 سنة، قالت لورين كوهين :"لقد ظننت أنه سيكون من غير العدل لفرانك أن يتزوجني ولا تتاح لي الفرصة للحصول على من يطلب مني أن أنجب طفلاً، لكنني أدركت أن ذلك سيجعله سعيداً". |
| 58 سنة، 5 أشهر                | ديسمبر 2007          | تركان كاتيليك                | زوجها سليم كاتيليك البالغ من العمر 64 عامًا                                 | تلقيح اصطناعي                                                           | ألمانيا                    | تركان كاتيليك، امرأة تركية تعيش في أشافنبورغ بألمانيا أنجبت ابنتها كاريا في ديسمبر 2007. كان وزن الطفلة 2.1 كغم، وكان طولها 46 سم، وتم انجابها بعملية قيصرية. كانت لديها العديد من حالات الإجهاض قبل أن تلد طفلها الأول. واستخدمت التلقيح الاصطناعي. في عام 2008، أعلنت أنها أصغر قليلاً في السن من التقارير السابقة؛ بسبب خطأ في التسجيل الرسمي. ستصبح في سن ال60 في يوليو 2009، مما يعني أنها كانت حوالي 58 ½ عند الولادة. |
| 58 سنة، 6 أشهر                | 1998                 | لين فو مي                    | زوجها                                                                      | المفهوم الطبيعي للعلاج بالهرمونات البديلة                               | جمهورية الصين              | لين فو مي من جمهورية الصين (تايوان)، التي تبلغ من العمر ما بين 58 و59 سنة، والتي أنجبت توأماً في عام 1998. |
| 59 سنة                        | ديسمبر 1993          | جينيفر ف.                    | زوجها البالغ من العمر 45 عامًا                                              | تلقيح اصطناعي مع التبرع بالبويضات                                       | المملكة المتحدة            | أنجبت جنيفر ف. سيدة الأعمال المليونيرية البريطانية ولدين توأمين في مستشفى لندن في 25 ديسمبر 1993، عن عمر يناهز 59 عامًا، بعد خضوعهم لعلاج التلقيح الاصطناعي في روما بإيطاليا، بمساعدة الدكتور سيفيرينو أنتينوري. واستخدمت البويضات من متبرع إيطالي يبلغ من العمر 22 عاما ونطفة زوج جينيفر البالغ من العمر 45 عاماً. حيث تبع هذه القضية الكثير من النقاش الأخلاقي في المملكة المتحدة. |
| 59 سنة                        | أغسطس 1997           | داون بروك                    | زوجها ريموند بروك البالغ من العمر 64 عامًا                                  | المفهوم الطبيعي للعلاج بالهرمونات البديلة (HRT)                         | المملكة المتحدة            | داون بروك من غيرنسي-جزر القنال الإنجليزي، أنجبت طفلاً في قسم القيصرية في 20 أغسطس 1997، عن عمر يناهز 59 عامًا. وأصبحت حاملاً بشكل غير متوقع بعد أن أخطأت في الأعراض التي عانت منها وظنت أنه سرطان، وهي أقدم الأمهات المعروفات حاليًا بعلاجها بالهرمونات البديلة التي كانت قد ساهمت في قدرتها على الإباضة ما بعد انقطاع الطمث. |
| 59 سنة                        | ديسمبر 2002          | جانيس وولف                   | زوجها الثاني سكوت وولف البالغ من العمر 45 عامًا                             | تلقيح اصطناعي بعد سن اليأس مع التبرع بالبويضات                          | الولايات المتحدة الأمريكية | أنجبت جانيس وولف من كاليفورنيا ، ولدها الحادي عشر إيان في أواخر عام 2002، عن عمر يناهز 59 عاماً. وقد تم ولادة الطفل بعملية قيصرية عن طريق الإخصاب-فيترو (IVF). وذكر طبيبها أنه بالنسبة للنساء اللواتي تجاوزن سن الخامسة والثلاثين، قد يكون للولادة مخاطر ووافق على الإشراف على الإجراء لأن جانيس كان بصحة جيدة. وقالت هي وزوجها الثاني سكوت إنهما قررا أن يكون لديهما أطفال لأن سكوت لم يكن لديه أي أطفال في زواجه السابق. من بين الأطفال العشرة الذين ولدهم سابقاً. ولدى جانيس وولف أيضاً 15 حفيداً. |
| 59 سنة                        | 2005                 | سفيتلانا غلازيرينا           | زوجها ايلجيزار جلازرين البالغ من العمر 50 عاماً                             | تلقيح اصطناعي بعد سن اليأس مع التبرع بالبويضات                          | روسيا                      | أنجبت سفيتلانا غلازرينا ، من روسيا، طفلها الأول كميل رينات الذي يزن 3.8 كيلوغرام و طوله 54 سم في 13 سبتمبر 2005، وقالت أنها كانت تحاول إنجاب أطفال منذ زواجها عن عمر يناهز 44 عاماً. وبعد سبع حالات حمل فاشلة، قررت أن تخضع لعلاج التلقيح الاصطناعي. |
| 59 سنة                        | 2008                 | مجهولة الهوية                | زوجها البالغ من العمر 71 عامًا                                              | تلقيح اصطناعي بعد سن اليأس مع التبرع بالبويضات                          | المملكة المتحدة            | أنجبت امرأة هندية بريطانية تبلغ من العمر 59 عامًا توأماً بالتلقيح الاصطناعي في الهند. كان زوج المرأة في الثانية والسبعين من العمر عند الولادة. |